# پلاین
پلاین (به آلمانی: Plein) یک شهر در آلمان است که در برنکاستل-ویتلیش واقع شده‌است. پلاین ۶۶۴ نفر جمعیت دارد.